# Xarop

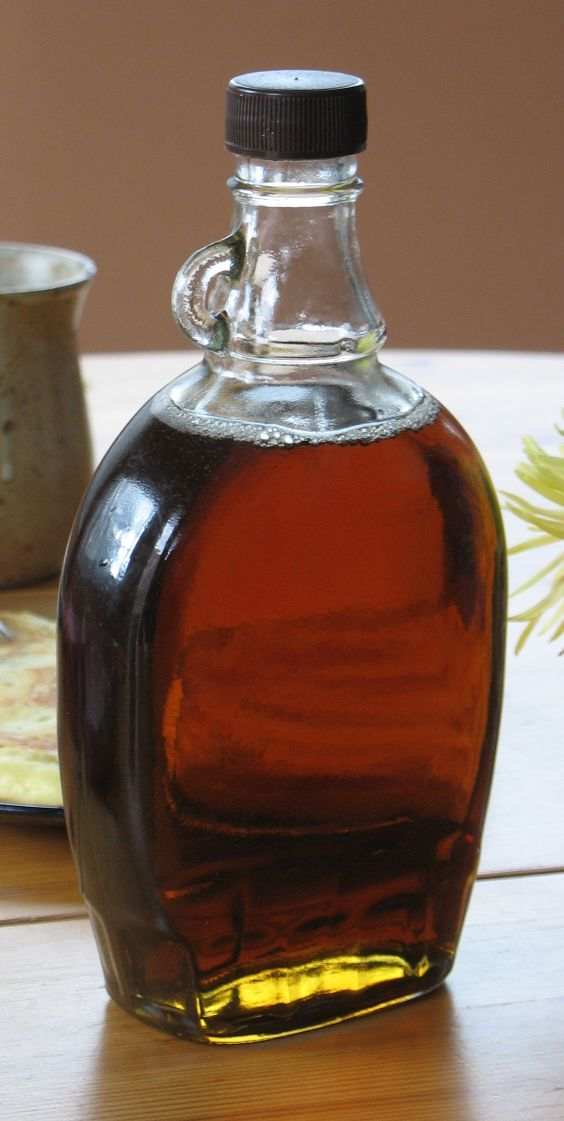
Ampolla de xarop d'erable.

Un xarop o aixarop (de l'àrab شراب xarab) és un líquid de consistència viscosa que en general conté solucions concentrades de sucres, com per exemple la sacarosa o el xarop de blat de moro alt en fructosa, dissolts en aigua o en un altre líquid. N'hi ha de diverses menes:
- Xarop simple. És un líquid viscós amb usos culinaris. Consisteix en una simple solució saturada de sucre en aigua. Es pot utilitzar per a confitar fruita (confitat en dolç o en almívar). És també el líquid obtingut com a part de les primeres fases de la producció de sucre.[2]
- Xarop medicat. Preparació dolça que conté algun ingredient medicinal actiu, com el xarop de la tos. És una forma d'administrar medicaments per via oral. Actualment moltes preparacions farmacèutiques per als infants són en forma de xarop, però alguns xarops medicats ja s'utilitzaven a la medicina tradicional casolana, com per exemple el xarop de saüc.[3]
- Xarop aromatitzant. Conté una concentració de substàncies aromàtiques o de gust agradable. S'utilitza en la majoria dels casos com a vehicle o agent aromatitzant per a preparar begudes refrescants, sobretot al Magreb, l'Orient mitjà, els països àrabs i l'Àsia meridional (Índia, Pakistan). També es fa servir en l'elaboració de dolços com els zlabia. Entre aquests xarops cal mencionar el xarop de roses, el xarop de sarsaparrella i el xarop de magrana. Aquests tipus de xarop poden estar també medicats en alguns casos.
- Xarop d'auró. Xarop molt utilitzat a la cuina dels Estats Units, sobretot per a acompanyar els famosos pancakes. També es fa servir per a preparar altres dolços.[4]
- Granadina. Xarop de magrana.

Entre les expressions populars derivades del xarop cal mencionar: donar o repartir xarop d'estopa/de bastó/de pàmpol/de gaiato/de reblanir que vol dir "atonyinar, ablanir, apallissar" en el llenguatge col·loquial tradicional.